# Avenida Chamisero
La Avenida Chamisero es una artera vial de la comuna chilena de Colina, en Santiago. Debido a su explosivo desarrollo urbano, ha experimentado un crecimiento demográfico importante a partir de la década de 2010, que fue de la mano con la formación de un nuevo polo inmobiliario en los límites del sector norte de la capital, en proceso de evidente conurbación con el resto del Gran Santiago. Se caracteriza por la presencia de conjuntos residenciales privados de tipo condominio, con viviendas a un precio mayor por metro cuadrado que el promedio del resto de la capital, siendo un destino preferido por los niveles socioeconómicos más altos, siguiendo la tendencia del resto de los sectores de Chicureo. Se encuentra en paralelo a la Autopista Nororiente, donde se intersecciona en su extremo oriental.
En 2013, el Lycée Antoine de Saint-Exupéry de Santiago, más conocido como el Colegio de la Alianza Francesa, inauguró en esta avenida la primera etapa de su segunda sede. 
El 3 de noviembre de 2017, la presidenta Michelle Bachelet inauguró el «Túnel Chamisero II», que buscó mejorar la conexión con el sector nororiente de Santiago, además de mitigar la congestión vehicular de la zona.
En mayo de 2019, fue inaugurado en las cercanías de la avenida el Parque Chamisero, un predio privado de 800 ha de áreas verdes, con rutas y senderos diseñados para el ciclismo de montaña y el senderismo.